# Robert V. Geasey Trophy
Robert V. Geasey Trophy – to nagroda przyznawana corocznie od sezonu 1955/56 najlepszemu koszykarzowi akademickiemu z grupy Philadelphia Big 5, nieformalnego stowarzyszenia akademickich programów sportowych w Filadelfii (Pensylwania).  Nie jest to nagroda MVP i nie reprezentuje najlepszego zawodnika sezonu zasadniczego. Otrzymuje ją najlepszy zawodnik bezpośrednich spotkań drużyn z Big 5 podczas danego sezonu regularnego. Jej fundatorem jest Herb Good Basketball Club. Członkami nieformalnego stowarzyszenia Philadelphia Big 5 są uczelnie: La Salle University, University of Pennsylvania, Saint Joseph’s University, Temple University, Villanova University.

## Klucz
| †            | Zawodnicy współdzielący nagrodę                                                                               |
| *            | Nagrodzony tytułem Akademickiego Zawodnika Roku: Naismith College Player of the Year lub John R. Wooden Award |
| Zawodnik (X) | Oznacza liczbę nagród uzyskanych przez jednego zawodnika                                                      |
| Freshman     | Zawodnik pierwszego roku                                                                                      |
| Sophomore    | Zawodnik drugiego roku                                                                                        |
| Junior       | Zawodnik trzeciego roku                                                                                       |
| Senior       | Zawodnik ostatniego roku                                                                                      |

## Laureaci

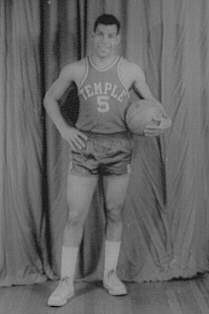
Guy Rodgers zdobył 3 pierwsze nagrody podczas występów na uczelni Temple.

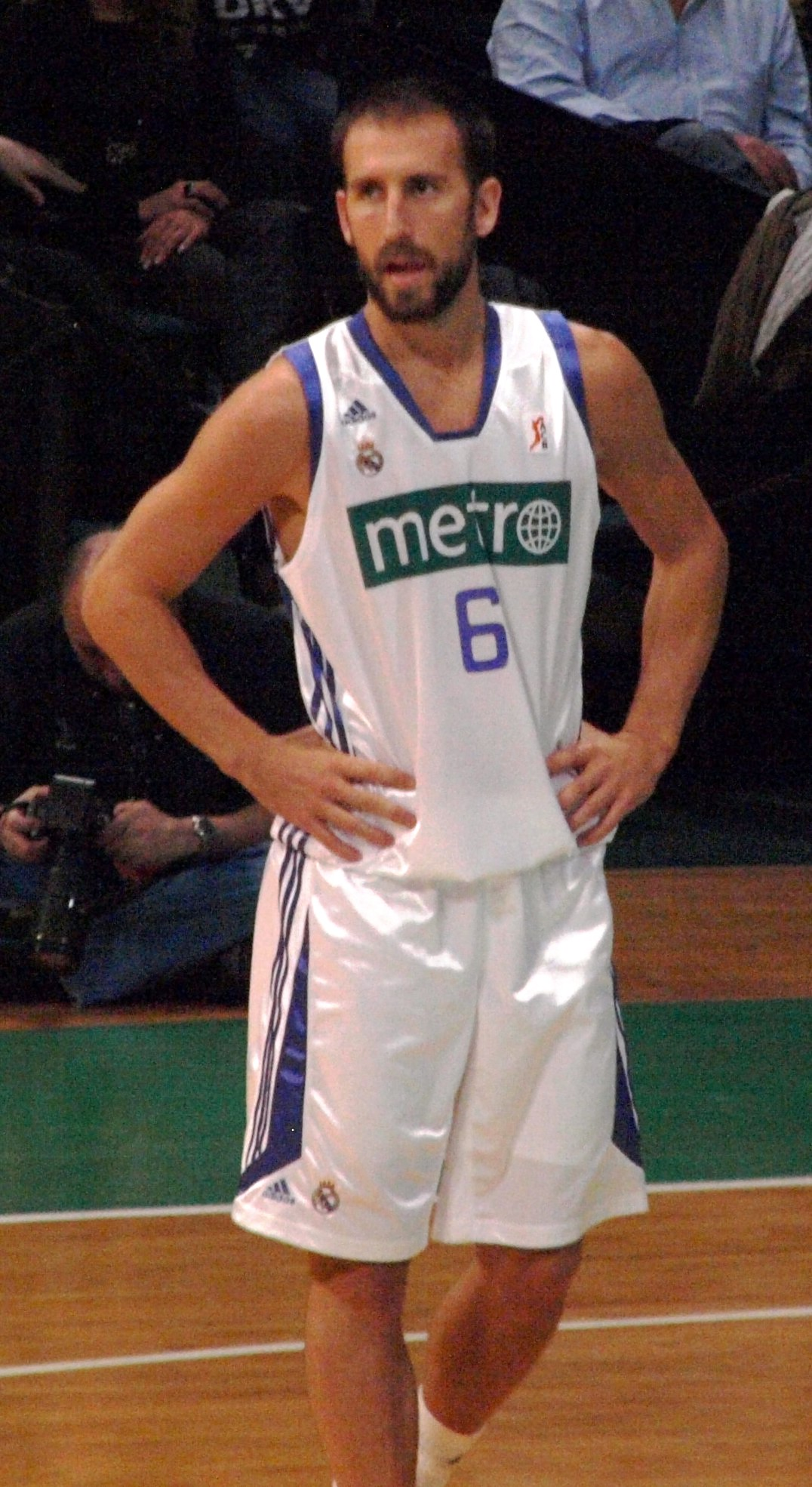
Juan „Pepe” Sánchez wygrywał w 1999 i 2000 roku.

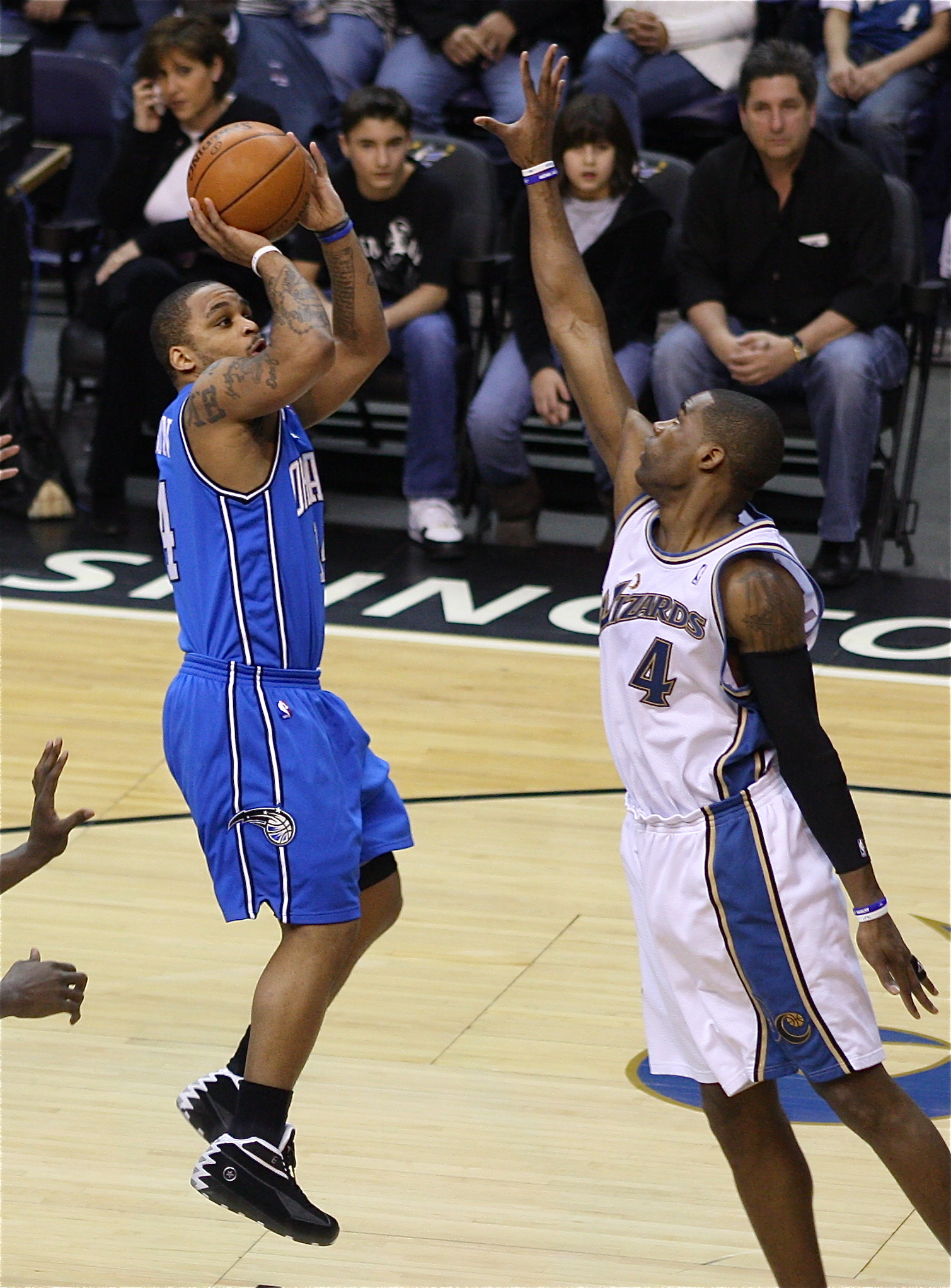
Jameer Nelson (po lewej) – dwukrotny laureat Geasey Trophy.

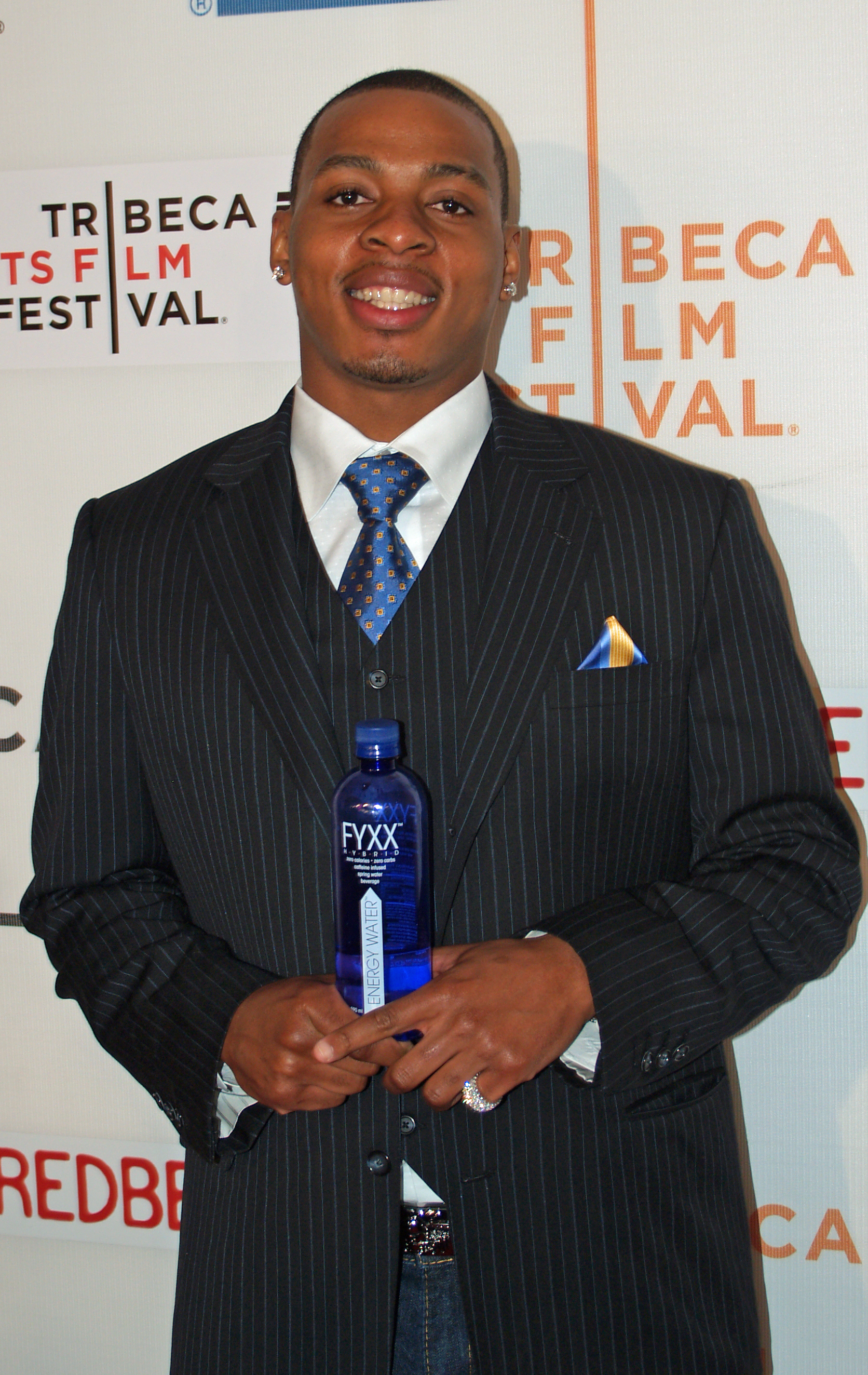
Randy Foye, laureat z 2006 roku.

| Sezon    | Zawodnik            | Uczelnia       | Pozycja                            | Status    | Przyp. |
| -------- | ------------------- | -------------- | ---------------------------------- | --------- | ------ |
| 1955–56  | Guy Rodgers         | Temple         | Rozgrywający                       | Sophomore |        |
| 1956–57  | Guy Rodgers (2)     | Temple         | Rozgrywający                       | Junior    |        |
| 1957–58  | Guy Rodgers (3)     | Temple         | Rozgrywający                       | Senior    |        |
| 1958–59  | Joe Spratt          | Saint Joseph’s | Silny skrzydłowy                   | Senior    |        |
| 1959–60  | Bill Kennedy        | Temple         | Rozgrywający                       | Senior    |        |
| 1960–61  | Bruce Drysdale      | Temple         | Rzucający obrońca/Rozgrywający     | Junior    |        |
| 1961–62  | Hubie White         | Villanova      | Rzucający obrońca/Rozgrywający     | Senior    |        |
| 1962–63† | Wali Jones          | Villanova      | Rzucający obrońca                  | Junior    |        |
| 1962–63† | Jim Lynam           | Saint Joseph’s | Rzucający obrońca                  | Senior    |        |
| 1963–64† | Steve Courtin       | Saint Joseph’s | Rzucający obrońca                  | Senior    |        |
| 1963–64† | Wali Jones (2)      | Villanova      | Rzucający obrońca                  | Senior    |        |
| 1964–65  | Jim Washington      | Villanova      | Silny skrzydłowy                   | Senior    |        |
| 1965–66  | Bill Melchionni     | Villanova      | Rzucający obrońca                  | Senior    |        |
| 1966–67  | Cliff Anderson      | Saint Joseph’s | Rzucający obrońca/Niski skrzydłowy | Senior    |        |
| 1967–68  | Johnny Jones        | Villanova      | Rzucający obrońca                  | Junior    |        |
| 1968–69† | Ken Durrett         | La Salle       | Silny skrzydłowy/Środkowy          | Sophomore |        |
| 1968–69† | Howard Porter       | Villanova      | Środkowy                           | Sophomore |        |
| 1969–70  | Ken Durrett (2)     | La Salle       | Środkowy                           | Junior    |        |
| 1970–71  | Ken Durrett (3)     | La Salle       | Silny skrzydłowy/Środkowy          | Senior    |        |
| 1971–72† | Corky Calhoun       | Penn           | Niski skrzydłowy                   | Senior    |        |
| 1971–72† | Chris Ford          | Villanova      | Rzucający obrońca                  | Senior    |        |
| 1972–73  | Tom Ingelsby        | Villanova      | Rzucający obrońca/Rozgrywający     | Senior    |        |
| 1973–74  | Ron Haigler         | Penn           | Silny skrzydłowy                   | Junior    |        |
| 1974–75  | Ron Haigler (2)     | Penn           | Silny skrzydłowy                   | Senior    |        |
| 1975–76  | Charlie Wise        | La Salle       | Rzucający obrońca                  | Senior    |        |
| 1976–77  | Keven MacDonald     | Penn           | Niski skrzydłowy                   | Junior    |        |
| 1977–78  | Michael Brooks      | La Salle       | Niski skrzydłowy/Silny skrzydłowy  | Sophomore |        |
| 1978–79† | Tony Price          | Penn           | Rzucający obrońca                  | Senior    |        |
| 1978–79† | Rick Reed           | Temple         | Rzucający obrońca/Niski skrzydłowy | Junior    |        |
| 1979–80  | Michael Brooks (2)  | La Salle       | Niski skrzydłowy/Silny skrzydłowy  | Senior    |        |
| 1980–81  | John Pinone         | Villanova      | Silny skrzydłowy                   | Sophomore |        |
| 1981–82† | Jeffery Clark       | Saint Joseph’s | Niski skrzydłowy                   | Senior    |        |
| 1981–82† | John Pinone (2)     | Villanova      | Silny skrzydłowy                   | Junior    |        |
| 1982–83† | John Pinone (3)     | Villanova      | Silny skrzydłowy                   | Senior    |        |
| 1982–83† | Terence Stansbury   | Temple         | Rzucający obrońca/Rozgrywający     | Junior    |        |
| 1983–84  | Ralph Lewis         | La Salle       | Rzucający obrońca                  | Junior    |        |
| 1984–85  | Ed Pinckney         | Villanova      | Silny skrzydłowy                   | Senior    |        |
| 1985–86  | Harold Pressley     | Villanova      | Rzucający obrońca/Silny skrzydłowy | Senior    |        |
| 1986–87  | Nate Blackwell      | Temple         | Rzucający obrońca                  | Senior    |        |
| 1987–88  | Lionel Simmons      | La Salle       | Silny skrzydłowy                   | Sophomore |        |
| 1988–89  | Lionel Simmons (2)  | La Salle       | Silny skrzydłowy                   | Junior    |        |
| 1989–90  | Lionel Simmons* (3) | La Salle       | Silny skrzydłowy                   | Senior    |        |
| 1990–91  | Mark Macon          | Temple         | Rzucający obrońca                  | Senior    |        |
| 1991–92  | Randy Woods         | La Salle       | Rozgrywający/Rzucający obrońca     | Senior    |        |
| 1992–93  | Aaron McKie         | Temple         | Rzucający obrońca                  | Junior    |        |
| 1993–94  | Eddie Jones         | Temple         | Rzucający obrońca                  | Senior    |        |
| 1994–95  | Kerry Kittles       | Villanova      | Rzucający obrońca                  | Junior    |        |
| 1995–96  | Kerry Kittles (2)   | Villanova      | Rzucający obrońca                  | Senior    |        |
| 1996–97  | Rashid Bey          | Saint Joseph’s | Rozgrywający/Rzucający obrońca     | Junior    |        |
| 1997–98  | Rashid Bey (2)      | Saint Joseph’s | Rozgrywający/Rzucający obrońca     | Senior    |        |
| 1998–99  | Pepe Sánchez        | Temple         | Rozgrywający                       | Junior    |        |
| 1999–00  | Pepe Sánchez (2)    | Temple         | Rozgrywający                       | Senior    |        |
| 2000–01  | Marvin O’Connor     | Saint Joseph’s | Rzucający obrońca                  | Senior    |        |
| 2001–02  | Lynn Greer          | Temple         | Rozgrywający/Rzucający obrońca     | Senior    |        |
| 2002–03  | Jameer Nelson       | Saint Joseph’s | Rozgrywający                       | Junior    |        |
| 2003–04  | Jameer Nelson* (2)  | Saint Joseph’s | Rozgrywający                       | Senior    |        |
| 2004–05  | Pat Carroll         | Saint Joseph’s | Rzucający obrońca/Niski skrzydłowy | Senior    |        |
| 2005–06  | Randy Foye          | Villanova      | Rzucający obrońca                  | Senior    | [ 1 ]  |
| 2006–07  | Ibrahim Jaaber      | Penn           | Rozgrywający                       | Senior    | [ 2 ]  |
| 2007–08† | Pat Calathes        | Saint Joseph’s | Niski skrzydłowy/[zucający obrońca | Senior    | [ 3 ]  |
| 2007–08† | Mark Tyndale        | Temple         | Silny skrzydłowy                   | Senior    | [ 4 ]  |
| 2008–09  | Ahmad Nivins        | Saint Joseph’s | Niski skrzydłowy                   | Senior    | [ 5 ]  |
| 2009–10  | Scottie Reynolds    | Villanova      | Rozgrywający/Rzucający obrońca     | Senior    | [ 6 ]  |
| 2010–11  | Lavoy Allen         | Temple         | Silny skrzydłowy/Środkowy          | Senior    | [ 7 ]  |
| 2011–12  | Zack Rosen          | Penn           | Rozgrywający                       | Senior    | [ 8 ]  |
| 2012–13  | Khalif Wyatt        | Temple         | Rzucający obrońca                  | Senior    | [ 9 ]  |
| 2013–14  | James Bell          | Villanova      | Rzucający obrońca                  | Senior    | [ 10 ] |
| 2014–15  | Darrun Hilliard     | Villanova      | Rzucający obrońca                  | Senior    |        |
| 2015–16  | DeAndre’ Bembry     | Saint Joseph’s | Niski skrzydłowy                   | Junior    | [ 11 ] |

## Laureaci według uczelni
| Uczelnia       | Laureaci | Lata |
| -------------- | -------- | --- |
| Villanova      | 20       | 1962, 1963†, 1964†, 1965, 1966, 1968, 1969†, 1972†, 1973, 1981, 1982†, 1983†, 1985, 1986, 1995, 1996, 2006, 2010, 2014, 2015 |
| Temple         | 17       | 1956, 1957, 1958, 1960, 1961, 1979†, 1983†, 1987, 1991, 1993, 1994, 1999, 2000, 2002, 2008†, 2011, 2013                      |
| Saint Joseph’s | 14       | 1959, 1963†, 1964†, 1967, 1982†, 1997, 1998, 2001, 2003, 2004, 2005, 2008†, 2009, 2016                                       |
| La Salle       | 11       | 1969†, 1970, 1971, 1976, 1978, 1980, 1984, 1988, 1989, 1990, 1992                                                            |
| Penn           | 7        | 1972†, 1974, 1975, 1977, 1979†, 2007, 2012                                                                                   |